# Diamowé
Diamowé (auch: Diamgnowé, Diamiowé, Diamioyoyé, Diamoyé, Diamyowé) ist ein Dorf im Arrondissement Niamey V der Stadt Niamey in Niger.

## Geographie
Das von einem traditionellen Ortsvorsteher (chef traditionnel) geleitete Dorf befindet sich im Nordwesten des ländlichen Gebiets von Niamey V. Östlich von Diamowé liegen das Stadtviertel Nordiré und die informelle Siedlung Zarmagandey. Zu den umliegenden ländlichen Siedlungen zählen das Dorf Kourtéré Samboro im Nordwesten, der Weiler Lokoto im Südosten und das Dorf Kourtéré Boubacar im Westen.
Südlich von Diamowé erhebt sich die markante felsige Hügelkette Trois Sœurs („drei Schwestern“), deren drei Gipfel mit offen liegendem Laterit Seehöhen von 245 m, 254 m und 255 m erreichen. In den Gruben beim Dorf sammelt sich Regenwasser.

## Geschichte
Das Dorf Diamowé bestand bereits vor seiner Eingemeindung in Niamey in den 1970er Jahren.

## Bevölkerung
Bei der Volkszählung 2012 hatte Diamowé 765 Einwohner, die in 95 Haushalten lebten. Bei der Volkszählung 2001 betrug die Einwohnerzahl 615 in 94 Haushalten und bei der Volkszählung 1988 belief sich die Einwohnerzahl auf 251 in 22 Haushalten.

## Wirtschaft und Infrastruktur
Im Dorf gibt es eine Grundschule. Am Ortsrand von Diamowé verläuft die 119,5 Kilometer lange und asphaltierte Nationalstraße 6 zwischen dem Stadtzentrum von Niamey und der Staatsgrenze zu Burkina Faso.